# Центральная библиотека Волгодонска
Центральная библиотека Волгодонска  — центральная библиотека города Волгодонска Ростовской области. Открыта в 1955 году.
Адрес: г. Волгодонск, ул. Ленина д. 75

## История

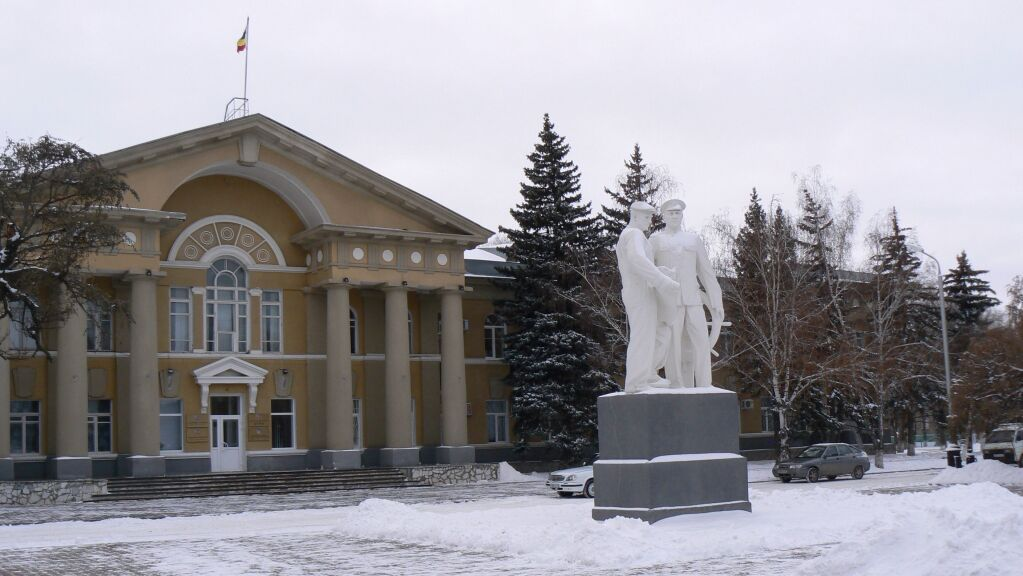
Здание администрации Волгодонска

Центральная библиотека города Волгодонска была создана 10 ноября 1955 года. В это время время Волгодонск (1956) был ещё поселком. Первая библиотека размещалась в небольшом помещении в здании Управления Гидросооружений (ныне здание Администрации г. Волгодонска). К её открытию в библиотечном фонде было менее тысячи книг.
Первым директором библиотеки была Любовь Микульчик. К концу 1955 года в библиотеке было записано около 400 человек. В 1957 году в городе был построен Дворец культуры «Юность», где библиотеке было предоставлено помещение. Через два года в библиотеке был создан детский отдел.
К 1965 году в центральной библиотеке насчитывалось 2300 экземпляров книг, читателей было более трех тысяч. В 1966 году городская библиотека переехала в другое помещение на улице Морской. Там был и читальный зал на 50 мест. В фондах библиотеки были как художественная литература, так и периодические издания, словари, энциклопедии. В этот же год городское литературное объединение открыло в библиотеке литературный музей. Основателем музея был писатель и литературовед Владимир Смиренский. В музее имелись материалы как волгодонских литераторов, так и ростовских, ленинградских, московских писателей.

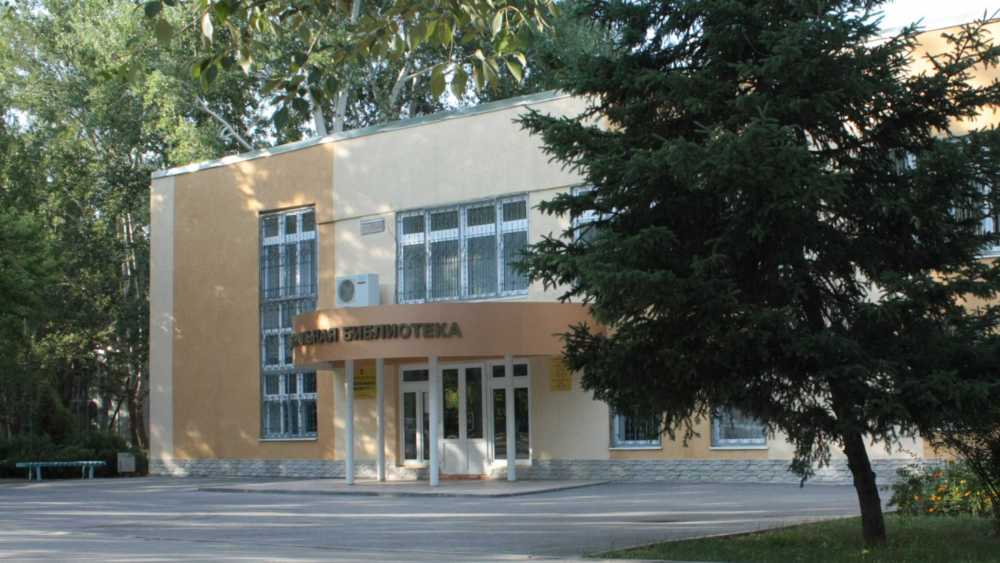
Центральная библиотека Волгодонска

В 1973 году центральная библиотека переехала в здание на улице Ленина, 61. В настоящее время в этом здании находится городская детская библиотека. В 80-е годы библиотекари начали заниматься активной пропагандой имеющихся книг. Библиотекари организовывали презентации в общежитиях, на предприятиях, проводили информационные дни, Дни специалиста, информировали о поступлении новой литературы.
В девяностые годы, с началом компьютеризации, в центральной библиотеке были созданы электронные базы данных по праву, экономике, краеведению, учебной литературе и многим другим областям знаний. В библиотеке были установлены компьютеры, подключённые к интернету. В городе была создана Централизованная библиотечная система.
В 2008 году центральная библиотека переехала в новое, построенное для неё здание на улице Ленина, 75. Сейчас в фондах городских библиотек Волгодонска насчитывается около 633 тысяч экземпляров книг, из них около 100 тысяч находятся в центральной библиотеке.
В настоящее время в библиотеке проводятся конкурсы профессионального мастерства, «Библиотекарь года — 2009», «Проект года — 2010» и другие мероприятия.